# (34701) 2001 OZ57
2001 OZ57 (asteroide 34701) é um asteroide da cintura principal. Possui uma excentricidade de 0.12336210 e uma inclinação de 3.36962º.
Este asteroide foi descoberto no dia 19 de julho de 2001 por NEAT em Palomar.